# Namuno
Namuno es un distrito y el nombre de su capital situado en la provincia de Cabo Delgado, en Mozambique. 

## Características
Limita al norte con el distrito de Montepuez, al oeste con el Balama, al sur con los de Lalaua, Mecubúri y Eráti de la provincia de Nampula, y al este con el de Chiúre.
Tiene una superficie de 6.915 km² y según datos oficiales de 1997 una población de 138.229 habitantes, lo cual arroja una densidad de 20 habitantes/km².

## División administrativa
Este distrito, formado por catorce localidades, se divide en dos puestos administrativos (posto administrativo), con la siguiente población censada en 2005:
- Namuno, sede, 13 606 (Mahussine, Milipone, Nicane y Nicuita).
- Hucula, 10 898 (Mavo).
- Machoca, 21 814 (Mucheremele y Phome).
- Meloco, 28 702 (Muatuca).
- Ncumpe, 29 341 (Pambara).
- Luli, 10 473.

Código Postal 21301.